# Gibril Sankoh
Gibril Sankoh (Freetown, Sierra Leona, 15 de mayo de 1983) es un exfutbolista sierraleonés. Jugaba de defensa central y su último club fue el ACV Assen de los Países Bajos. Fue internacional 3 veces con la selección nacional de Sierra Leona.

## Trayectoria
Inició su carrera en Países Bajos con De Kennemers y Stormvogels Telstar antes de fichar por el FC Groningen en 2005. Posteriormente jugó en el FC Augsburgo de Alemania y en el fútbol chino con Henan Jianye y Meizhou Hakka. También tuvo un paso por Roda JC, y finalizó su carrera en el ACV Assen, donde se retiró en 2019.

## Clubes
| Club            | País         | Año         |
| --------------- | ------------ | ----------- |
| Telstar         | Países Bajos | 2004 - 2005 |
| Groningen       | Países Bajos | 2005 - 2010 |
| Augsburgo       | Alemania     | 2010 - 2013 |
| Henan Jianye FC | China        | 2013 - 2015 |
| Roda JC         | Países Bajos | 2015 - 2016 |
| Meizhou Hakka   | China        | 2016 - 2017 |
| ACV Assen       | Países Bajos | 2018 - 2019 |